# Hellmuth G. Dahms
Hellmuth Günther Dahms (* 19. April 1918 in Brandenburg an der Havel; † 2010) war ein deutscher Historiker, der sich vor allem mit der Geschichte des 20. Jahrhunderts beschäftigte.

## Leben
Dahms studierte nach dem Abitur Geschichte und war nach der Promotion zum Doktor der Philosophie als Privatgelehrter tätig. Er war ein Schüler des Historikers Rudolf Stadelmann und wurde vor allem durch seine Arbeiten zur Geschichte der Vereinigten Staaten sowie zur Geschichte des 20. Jahrhunderts wie beispielsweise zum Zweiten Weltkrieg und zum Spanischen Bürgerkrieg bekannt.

## Schriften (Auswahl)
- Geschichte der Vereinigten Staaten von Amerika (1953)
- Meutereien in Brandenburg (1956)
- Die Innenseite der amerikanischen Aussenpolitik (1956)
- Roosevelt und der Krieg (1958)
- Kleine Geschichte Europas im 20. Jahrhundert (1958)
- Der Zweite Weltkrieg (1960)
- Der spanische Bürgerkrieg 1936–1939 (1962)
- Vom Kaiserreich zum Bundeshaus (1964)
- Geschichte des Zweiten Weltkriegs (1965)
- Deutsche Geschichte im Bild (1969/1971)
- Grundzüge der Geschichte der Vereinigten Staaten (1971)
- Francisco Franco: Soldat und Staatschef (1972)
- Litauen zwischen den Grossmächten (1988)
- Der Zweite Weltkrieg in Text und Bild (1989)

Einige seiner Werke wurden auch ins Französische und Spanische übersetzt.